# Kingsley (Michigan)
Pour les articles homonymes, voir Kingsley.
Kingsley est un village du comté de Grand Traverse, dans l'État du Michigan, aux États-Unis. En 2020, il comptait une population de 1 431 habitants.